# Lomtjärnen (Karlskoga socken, Värmland, 658116-143476)
Lomtjärnen är en sjö i Karlskoga kommun i Värmland och ingår i Göta älvs huvudavrinningsområde.